# Іванград
Івангра́д — село Бахмутської міської громади Бахмутського району Донецької області, Україна. Населення становить 167 осіб (станом на 2001 рік). Село розташоване на південному заході Бахмутського району.

## Географія
| Клімат Іванграду        | Клімат Іванграду | Клімат Іванграду | Клімат Іванграду | Клімат Іванграду | Клімат Іванграду | Клімат Іванграду | Клімат Іванграду | Клімат Іванграду | Клімат Іванграду | Клімат Іванграду | Клімат Іванграду | Клімат Іванграду | Клімат Іванграду |
| Показник                | Січ.             | Лют.             | Бер.             | Квіт.            | Трав.            | Черв.            | Лип.             | Серп.            | Вер.             | Жовт.            | Лист.            | Груд.            | Рік              |
| Середній максимум, °C   | −2,9             | −2,1             | 3,0              | 14,1             | 21,4             | 25,2             | 26,8             | 26,2             | 20,5             | 12,4             | 4,6              | 0,1              | 12,4             |
| Середня температура, °C | −6               | −5,3             | −0,3             | 9,4              | 16,2             | 20,0             | 21,6             | 21,0             | 15,6             | 8,4              | 1,8              | −2,5             | 8,3              |
| Середній мінімум, °C    | −9               | −8,5             | −3,6             | 4,8              | 11,0             | 14,8             | 16,5             | 15,8             | 10,7             | 4,5              | −0,9             | −5               | 4,3              |
| Норма опадів, мм        | 45               | 36               | 29               | 38               | 43               | 58               | 52               | 41               | 37               | 31               | 44               | 50               | 504              |
| ----------------------- | ---------------- | ---------------- | ---------------- | ---------------- | ---------------- | ---------------- | ---------------- | ---------------- | ---------------- | ---------------- | ---------------- | ---------------- | ---------------- |
| Джерело:                |                  |                  |                  |                  |                  |                  |                  |                  |                  |                  |                  |                  |                  |

## Історія
З 2022 року їдуть Бої за Іванград

## Населення
Станом на 1989 рік у селі проживали 203 особи, серед них — 90 чоловіків і 103 жінки.
За даними перепису населення 2001 року у селі проживали 167 осіб. Рідною мовою назвали:
| Мова       | Кількість осіб | Відсоток |
| ---------- | -------------- | -------- |
| українська | 88             | 52,69 %  |
| російська  | 79             | 47,31 %  |

## Пам'ятки
- Курган[d] (доба бронзи);
- Курган[d] (доба бронзи);